# Ioan Drăghicescu
Ioan Drăghicescu (n. 15 mai 1952) a fost un deputat român în legislatura 1990-1992 în perioada 18 iunie 1990 - 14 aprilie 1992, când a demis și a fost înlocuit de către deputatul Dragoș Enache. Deputatul Ioan Drăghicescu a fost ales în județul Caraș-Severin pe listele partidului FSN. Deputatul Ioan Drăghicescu a fost membru în grupurile parlamentare de prietenie cu Republica Bulgaria, Republica Venezuela, Turcia, Regatul Spaniei, Republica Coreea și Australia. 